# Turó de la Garganta
El Turó de la Garganta és una muntanya de 1.283 metres que es troba al municipi de les Valls de Valira, a la comarca de l'Alt Urgell.